# Chikashi Masuda
Chikashi Masuda (増田 誓志, Masuda Chikashi, Miyazaki, 19 juni 1985) is een Japans voormalig voetballer die als middenvelder speelde.

## Carrière
Chikashi Masuda tekende in 2004 bij Kashima Antlers.

## Japans voetbalelftal
Chikashi Masuda debuteerde in 2012 in het Japans nationaal elftal en speelde tot nu toe een interlands.

## Statistieken
| Japans voetbalelftal | Japans voetbalelftal | Japans voetbalelftal |
| Jaar                 | Wed.                 | Dlp.                 |
| -------------------- | -------------------- | -------------------- |
| 2012                 | 1                    | 0                    |
| Totaal               | 1                    | 0                    |